# Elezioni presidenziali in Germania del 1925
Le elezioni presidenziali tedesche del 1925 si tennero il 29 marzo (I turno) e il 26 aprile (II turno) dopo la morte del presidente Ebert. Furono le prime consultazioni presidenziali della Repubblica di Weimar (Ebert era stato eletto dal Reichstag) e videro la vittoria del maresciallo Paul von Hindenburg, rappresentante dell'opposizione nazionalista.

## Principali avvenimenti
Il 28 febbraio 1925 il Presidente del Reich, il socialdemocratico Friedrich Ebert, morì prima della scadenza del suo mandato. Le elezioni presidenziali si tennero in una situazione politica ancora condizionata dalla crisi della Ruhr e dalla grande inflazione del 1923. Nelle doppie elezioni politiche di maggio e di dicembre 1924 gli elettori avevano confermato lo spostamento verso destra che si era manifestato fin da quelle del giugno 1920, premiando i nazionalisti. A sinistra i comunisti avevano conservato una forte rappresentanza parlamentare, mentre permaneva la conflittualità tra i partiti democratici, tra i quali i maggiori erano il Partito Socialdemocratico, il Partito di Centro, il Partito Democratico Tedesco ed il Partito Popolare Tedesco.

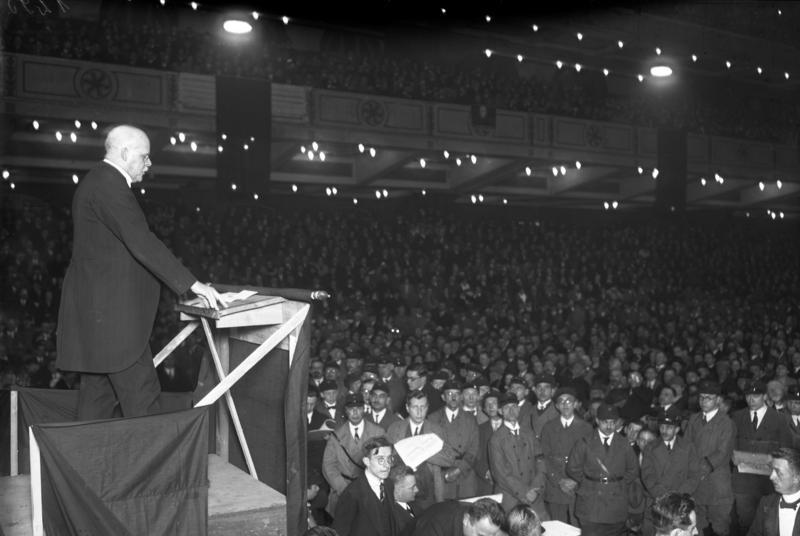
Marx ad un comizio elettorale a Berlino il 17 aprile

In questo contesto maturò nell'opposizione nazionalista antiweimariana l'idea di candidare un esponente di prestigio del vecchio regime capace di raccogliere un ampio consenso. Il candidato naturale sarebbe stato Erich Ludendorff, ma l'ex subalterno di Hindenburg pagò l'appoggio che aveva dato al tentativo di colpo di Stato fallito da Adolf Hitler nel novembre 1923 a Monaco di Baviera. La scelta cadde allora sullo stesso Hindenburg, che dovette la sua elezione all'antagonismo tra i partiti della sinistra: nello specifico al rifiuto del candidato comunista Ernst Thälmann di ritirarsi dal ballottaggio tra i tre candidati che al primo turno avevano raccolto il maggior consenso, per far confluire i suoi due milioni di voti su Wilhelm Marx, candidato dei cattolici, appoggiato dai socialdemocratici.

## Risultati

### Primo turno

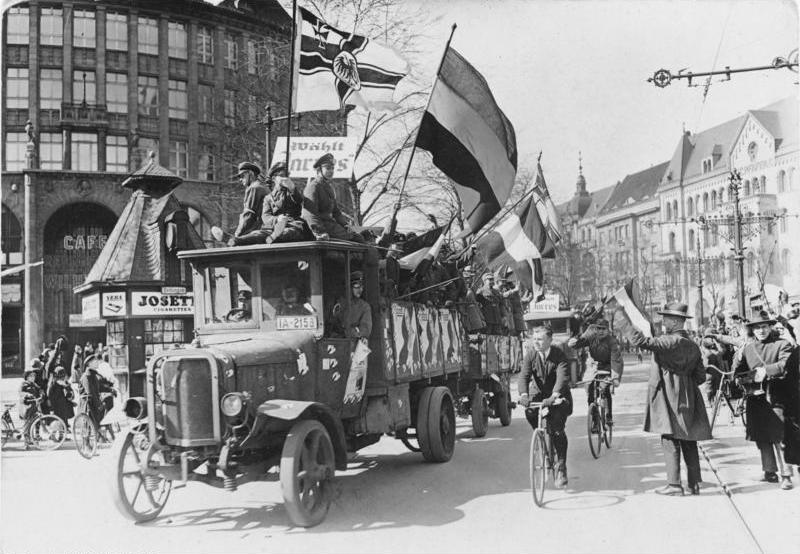
Campagna elettorale a Berlino pro Jarres

| Candidati                | Candidati                | Partiti                                                      | Voti       | %    |
| ------------------------ | ------------------------ | ------------------------------------------------------------ | ---------- | ---- |
|                          | Karl Jarres              | Partito Popolare Nazionale Tedesco, Partito Popolare Tedesco | 10.416.658 | 38,8 |
|                          | Otto Braun               | Partito Socialdemocratico di Germania                        | 7.802.497  | 29,0 |
|                          | Wilhelm Marx             | Partito di Centro Tedesco                                    | 3.887.734  | 14,5 |
|                          | Ernst Thälmann           | Partito Comunista di Germania                                | 1.871.815  | 7,0  |
|                          | Willy Hellpach           | Partito Democratico Tedesco                                  | 1.568.398  | 5,8  |
|                          | Heinrich Held            | Partito del Popolo Bavarese                                  | 1.007.450  | 3,7  |
|                          | Erich Ludendorff         | Movimento Nazionalsocialista della Libertà                   | 285.793    | 1,1  |
|                          | Altri candidati          | Altri candidati                                              | 25.761     | 0,1  |
| Totale                   | Totale                   | Totale                                                       | 26.866.106 | 100  |
| Aventi diritto/Affluenza | Aventi diritto/Affluenza | Aventi diritto/Affluenza                                     | 39.226.138 | 68,5 |
| Source: Nohlen & Stöver  |                          |                                                              |            |      |

### Secondo turno

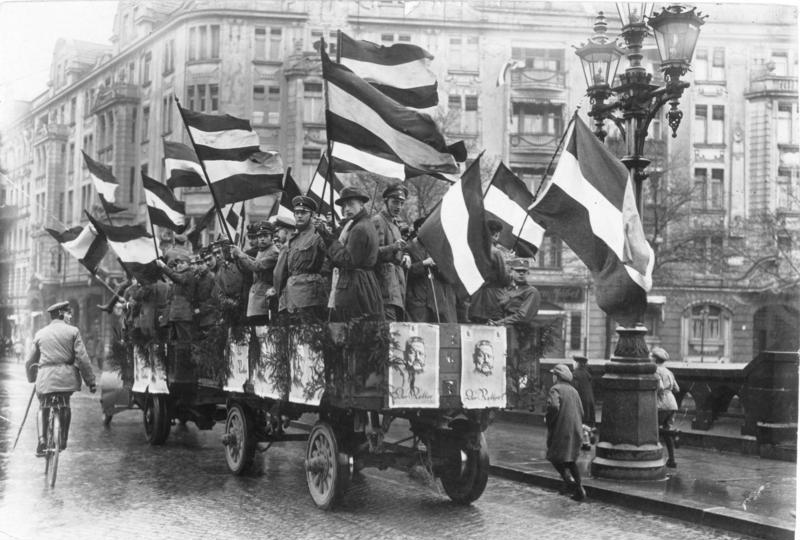
Campagna elettorale pro Hindenburg

Dopo il primo turno Karl Jarres si ritirò in favore di Paul von Hindenburg, ex generale filo monarchico e conservatore che aveva il sostegno dei partiti di destra. 
Dopo il rifiuto del Partito di Centro di sostenere il socialdemocratico Otto Braun, SPD e cattolici si accordarono per fare di Wilhelm Marx il loro candidato comune. Anche il Partito Democratico Tedesco ritirò il proprio candidato per sostenere Marx, che era dunque dato per favorito. Il rifiuto di Ernst Thälmann a ritirare la propria candidatura però disperse i voti dell'estrema sinistra, permettendo a Hindenburg di vincere.
| Candidato                | Candidato                | Voti       | %    |
| ------------------------ | ------------------------ | ---------- | ---- |
|                          | Paul von Hindenburg      | 14.655.641 | 48,3 |
|                          | Wilhelm Marx             | 13.751.605 | 45,3 |
|                          | Ernst Thälmann           | 1.931.151  | 6,4  |
|                          | Altri candidati          | 13.416     | 0.0  |
| Totale                   | Totale                   | 30.351.813 | 100  |
| Aventi diritto/Affluenza | Aventi diritto/Affluenza | 39.414.316 | 77,0 |
| Source: Nohlen & Stöver  |                          |            |      |

## Conseguenze
L'elezione di Hindenburg ebbe pesanti conseguenze per la Repubblica democratica, infatti la Costituzione venne a mancare dell'organo che più l'avrebbe dovuta difendere nei tempi difficili di maggioranze parlamentari instabili.